# Католический собор Святого Бавона (Харлем)
Собор святого Бавона (нидерл.  Kathedrale Basiliek Sint Bavo) — католическая церковь, находящаяся в городе Харлем, Нидерланды. Собор святого Бавона является кафедральным собором епархии Харлема-Амстердама. Церковь освящена в честь святого Бавона.

## История
Церковь святого Бавона строилась с 1885—1898 гг. Трансепт и нефы были обустроены в 1902—1906 гг. Церковь сооружалась после воссоздания в 1853 году римско-католической епархии Харлема-Амстердама вместо бывшего епархиального собора святого Бавона, который с 1578 года находится в собственности Кальвинистской церкви. Первоначально планировалось, что проект новой церкви составит архитектор Питер Кёйперс, однако тот из-за возраста отказался и доверил проектирование своему сыну Иосифу Кёйперсу, который построил церковь неороманского стиля с элементами модернизма.
1 апреля 1898 года собор был освящён. В 1948 году Римский папа Пий XII присвоил собору статус малой базилики.